# Том Де Бур
Том Де Бур (нід. Thom de Boer, 24 грудня 1991) — нідерландський плавець.
3 грудня 2020 року під час Rotterdam Qualification Meet 2020 кваліфікувався на літні Олімпійські ігри 2020 на дистанції 50 метрів вільним стилем.